# مارکو دراگوساولیویچ
مارکو دراگوساولیویچ (سیریلیک صربی: Марко Драгосављевић؛ زادهٔ ۲۵ سپتامبر ۱۹۹۴) قایقران کانو اهل صربستان است.
وی در مسابقات کشوری و بین‌المللی در مجموع برندهٔ ۶ مدال طلا، ۶ مدال نقره، ۵ مدال برنز شده‌است.